# Moritz Goldschmidt (Schriftsteller)
Moritz Goldschmidt (* 26. September 1865 in Homburg vor der Höhe; †  6. Juni 1934 in Frankfurt am Main) war ein deutscher Schriftsteller, Kunstförderer, -sammler und gelernter Bankkaufmann.

## Leben und Wirken
Moritz Goldschmidt war der Sohn des Privatiers Adolf Goldschmidt (1838–1915) und der Rebecca Edinger (1842–1915). Ert zog 1878 mit seinen Eltern nach Frankfurt am Main und macht dort eine Banklehre. Er war dann mehrere Jahre als Bankkaufmann in einem Frankfurter Bankhaus beschäftigt. Diese Tätigkeit gab er später auf und widmete sich der Schriftstellerei. Er war Mitarbeiter verschiedener Zeitungen und Zeitschriften, darunter Über Land und Meer, Frankfurter Zeitung und Wiener Morgenzeitung. Weiter war er Kunstförderer und sammelte Porzellane, kunstgewerbliche Arbeiten usw.
Er schrieb Gedichte (Neue Sinngedichte, 1895), Erzählungen (Sonnenuntergang und andere Erzählungen. Ein Buch vom Künstler, 1900), zahlreiche ungedruckte Bühnenstücke und die komische Oper Frau Potiphar oder Der Rock des Joseph, 1926.
Die von Goldschmidt verfassten Aphorismen im Typus des witzigen Gedankensplitters erschienen u. a. in der Zeitschrift Arena und der Frankfurter Zeitung sowie seinen Aphorismensammlungen: Splitter und Balken! von 1910 und Stichworte von 1913.

## Veröffentlichungen (Auswahl)
- Brennesseln. Epigrammatisches Unkraut. Druck und Verlag v. Gebr. Knauer, Frankfurt am Main ohne Jahr [1890].
- Gegengift. Neue Epigramme. Gebr. Knauer, Frankfurt am Main 1891.
- Bunte Reihe. Ein Geschichtenbuch. Gebr. Knauer, Frankfurt am Main 1893.
- Man kann nie wissen! Lustspiel in einem Aufzug. Druck v. Gebr. Knauer, Frankfurt am Main 1894.
- Neue Sinngedichte. Kesselring'sche Hofbuchhandlung, Leipzig, Frankfurt am Main ohne Jahr [1895].
- Sonnenuntergang und andere Erzählungen. Ein Buch vom Künstler. Kesselring'sche Hofbuchhandlung, Frankfurt am Main, 1900.
- Jungbrunnen. Erzählung in Versen. Kesselring'sche Hofbuchhandlung, Frankfurt am Main, Leipzig 1900.
- Francesca von Rimini. Ein Familienidyll. M. Goldschmidts Verlag, Frankfurt am Main 1905.
- Juan Villegas. M. Goldschmidts Verlag, Frankfurt am Main 1905.
- „Ins alte romantische Land!“ M. Goldschmidts Verlag, Frankfurt am Main 1906.
- Durch Gebirg' u. Tal! Neue Sinngedichte. M. Goldschmidts Verlag, Frankfurt am Main 1906.
- Die Teufelsmadonna und andere Geschichten. M. Goldschmidts Verlag, Frankfurt am Main 1907.
- Historien. M. Goldschmidts Verlag, Frankfurt am Main 1908. - Gedichte
- Die Großen und die Kleinen. M. Goldschmidts Verlag, Frankfurt am Main 1908.
- Herzog Robert und der Sänger. Ein Schauspiel in Versen. Verlag v. Schirmer u. Mahlau, Frankfurt am Main 1909.
- Chronique scandaleuse. Ein Geschichtenbuch. Verlag v. Schirmer u. Mahlau, Frankfurt am Main 1909. - 2 Teile
- Splitter und Balken! Neue Aphorismen und Epigramme. Verlag v. Schirmer u. Mahlau, Frankfurt am Main 1910.
- Flirt. Dramatische Plaudereien. Verlag v. Schirmer u. Mahlau, Frankfurt am Main 1910.
- Prolog zur Begrüßungs-Feier in den Römer-Hallen am 4. September 1910 anläßlich der XIX. Wanderversammlung des Verbandes deutscher Architekten- und Ingenieur-Vereine in Frankfurt am Main. Ohne Verlag, ohne Ort [Frankfurt am Main] ohne Jahr [1910].
- Die Waffe. Komödie in drei Aufzügen. M. Goldschmidts Verlag, Frankfurt am Main 1912.
- Stichworte. Neue Aphorismen und Epigramme. C. Koenitzers Verlag, Frankfurt am Main 1913.
- Frau Potiphar oder Der Rock des Joseph. Komische Oper in 3 Aufzügen. H. Bechhold Verlagsbuchhandlung, Frankfurt am Main 1926.
- Macht! Eine dramatische Symphonie. H. Bechhold Verlagsbuchhandlung, Frankfurt am Main 1926.
- Stützung. Ein Lustspiel in vier Akten. H. Bechhold Verlagsbuchhandlung, Frankfurt am Main 1927.
- Katastrophen. Komödien. H. Bechhold Verlagsbuchhandlung, Frankfurt am Main 1928.
- Helden-Verehrung! Komödie in drei Aufzügen. Im Verlag des Verfassers, Frankfurt am Main 1928
- Noblesse oblige! oder Der Verkauf von Hohenrade. Moderne Epopöe in dramatischer Form. Im Verlag des Verfassers, Frankfurt am Main 1929.
- Reise um die Welt der Küche. Allerhand Glossen über Kochen und Backen, Essen und Trinken, Hungern und Dursten und Angrenzendes. Im Verlag des Verfassers, Frankfurt am Main 1930.
- Gestern und Heute. Kleine Komödien. Im Verlag des Verfassers, Frankfurt am Main 1930.
- Lustiger Krieg. Neue Aphorismen. Im Verlag des Verfassers, Frankfurt am Main 1931.

### Werke mit unsicherer Zuordnung
Die voranstehende Werkübersicht folgt der Auflistung im Lexikon deutsch-jüdischer Autoren. Dort findet sich der Hinweis, dass folgende Werkzuweisungen aus Kürschners deutschem Literatur-Kalender 1917 (in Wininger auch die Ausgabe von 1924) und Semi-Kürschner bibliographisch durch Fernleihverkehr in Deutschland (mit ehemaliger DDR) und Österreich nicht verifiziert werden konnten:
- Das Jubiläum. Schauspiel. - 1893 in Frankfurt am Main aufgeführt.
- Landregen. Novellen. 1899.
- Vom Heiligen Martin und Anderes. Ein Geschichtenbuch. 1904.
- Mit dem Pfeil, dem Bogen ... Sinngedichte, 1904.
- Der Blinde und der Lahme. Plauderei. 1905.